# Daniel Heinsius
Daniel Heinsius (Gand, 9 giugno 1580 – Leida, 25 febbraio 1655) è stato un filologo olandese.

## Biografia

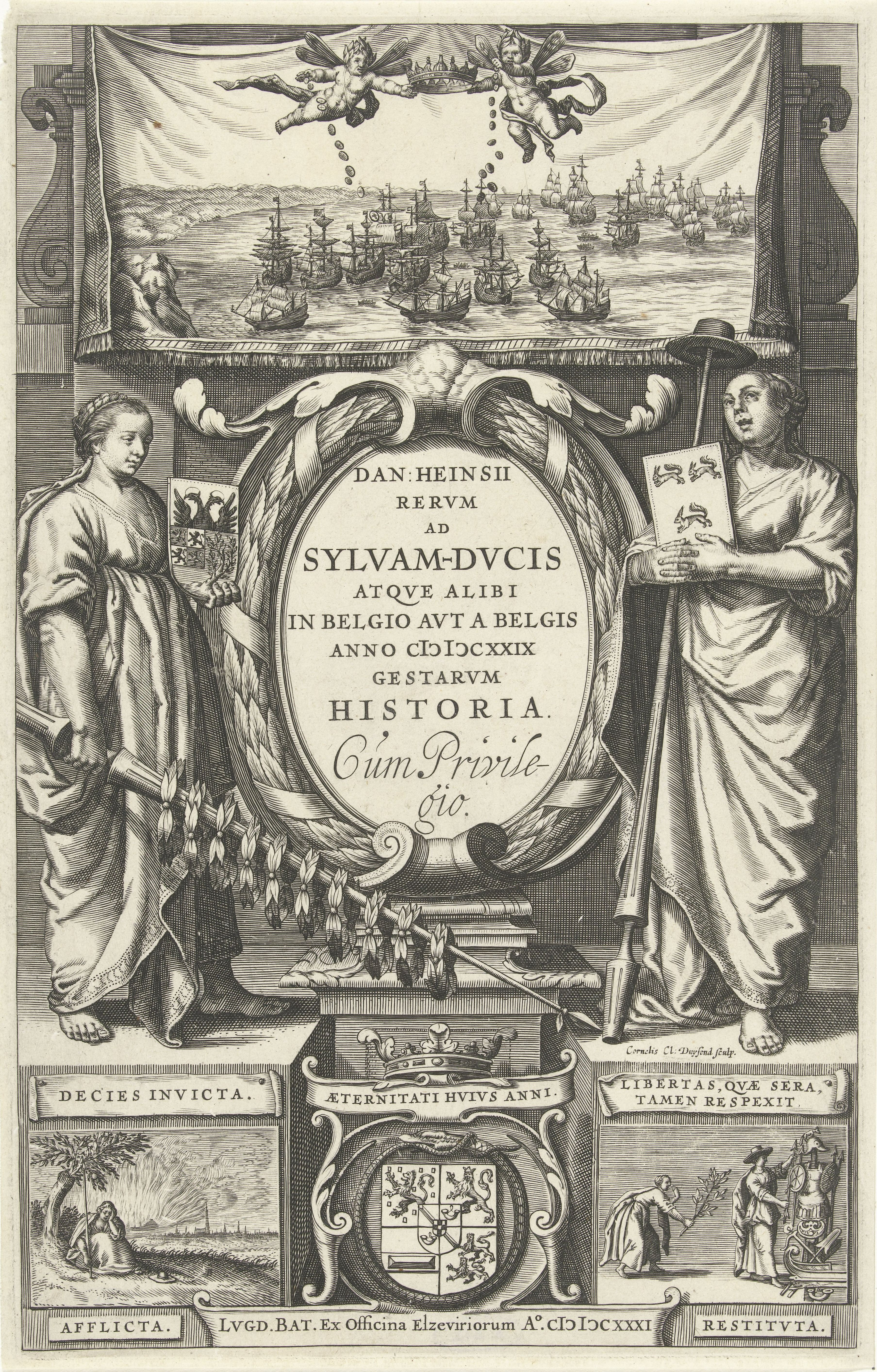
Daniel Heinsius, Rerum ad Sylvam-Ducis atque alibi in Belgio aut a Belgis anno MDCXXIX gestarum historia, Leida, Bonaventura e Abraham I Elzevier, 1631.

Poliglotta, scrisse poesie in olandese, latino e greco.
Fu dal 1609 professore di filologia greca, dal 1613 professore di storia all'Università di Leida, allora al culmine del suo splendore. Grazie ai suoi legami con Gabriel Naudé e altri intellettuali della cerchia di De Thou che allora godevano del favore papale, Heinsius era in corrispondenza con i protetti del cardinale Francesco Barberini, Giovanni Battista Doni, professore di greco a Firenze, Bartolomeo Tortoletti, poeta e teologo, l'umanista cremasco Baldassarre Bonifacio, e Luca Olstenio, discepolo di Heinsius a Leida passato al servizio del cardinale. Nel 1616 scrisse che gli italiani lo tenevano in grande considerazione e lo esortavano con insistenza ad andare a Roma, ma Hensius preferì rimanere nei Paesi Bassi.
Come letterato e umanista, editore di classici e autore di versi in olandese, latino e greco, Heinsius ebbe grande fama nel XVIII secolo. Sue edizioni principali quelle di Silio Italico (1600), Esiodo (1603), della Poetica di Aristotele (1610), Orazio (1610), Seneca (1611), Ovidio (1629), Virgilio (1636).
Suo figlio Nikolaes fu un abile diplomatico e umanista di valore.

## Edizioni
- (LA) Silius Italicus De secundo bello Punico, in quo ad codicis Modiani fidem versus spurij eiecti sunt, ac legitimi qui defuerunt hactenus, substituti. Nota pro huius forma ratione paulo uberiores. Opera Danielis Heynsij, Gandensis, Antverpiae, ex Officina Plantiniana, 1600. URL consultato il 14 marzo 2019.
- (LA, EL) D. Heinsii Hymnus in Pandoram Hesiodi, Antverpiae, ex Officina Plantiniana, 1603. URL consultato il 14 marzo 2019.
- (LA) L. Annaei Senecae et aliorum tragoediae, cum Josephi Scaligeri... et Danielis Heinsii animadversionibus, Lugduni Batavorum, H. ab Heastens, 1611. URL consultato il 14 marzo 2019.
- (LA) Pub. Ovidii Nasonis Opera Daniel Heinsius textum recensuit, accedunt breves notae ex collatione codic. Scaligeri et Palatinis Jan. Gruteri, Lugduni Batavorum, ex officina Elzeviriana, 1629. URL consultato il 14 marzo 2019.